# Salzburg Hauptbahnhof
Salzburg Hauptbahnhof – stacja kolejowa w Salzburgu, w kraju związkowym Salzburg, w Austrii. Stacja posiada 5 peronów.

## Budynek dworca
Budynek dworca w Salzburgu zachował się w dużej mierze w pierwotnej formie. Budynek, ozdobiony ornamentami, jest obecnie budynkiem zabytkowym.

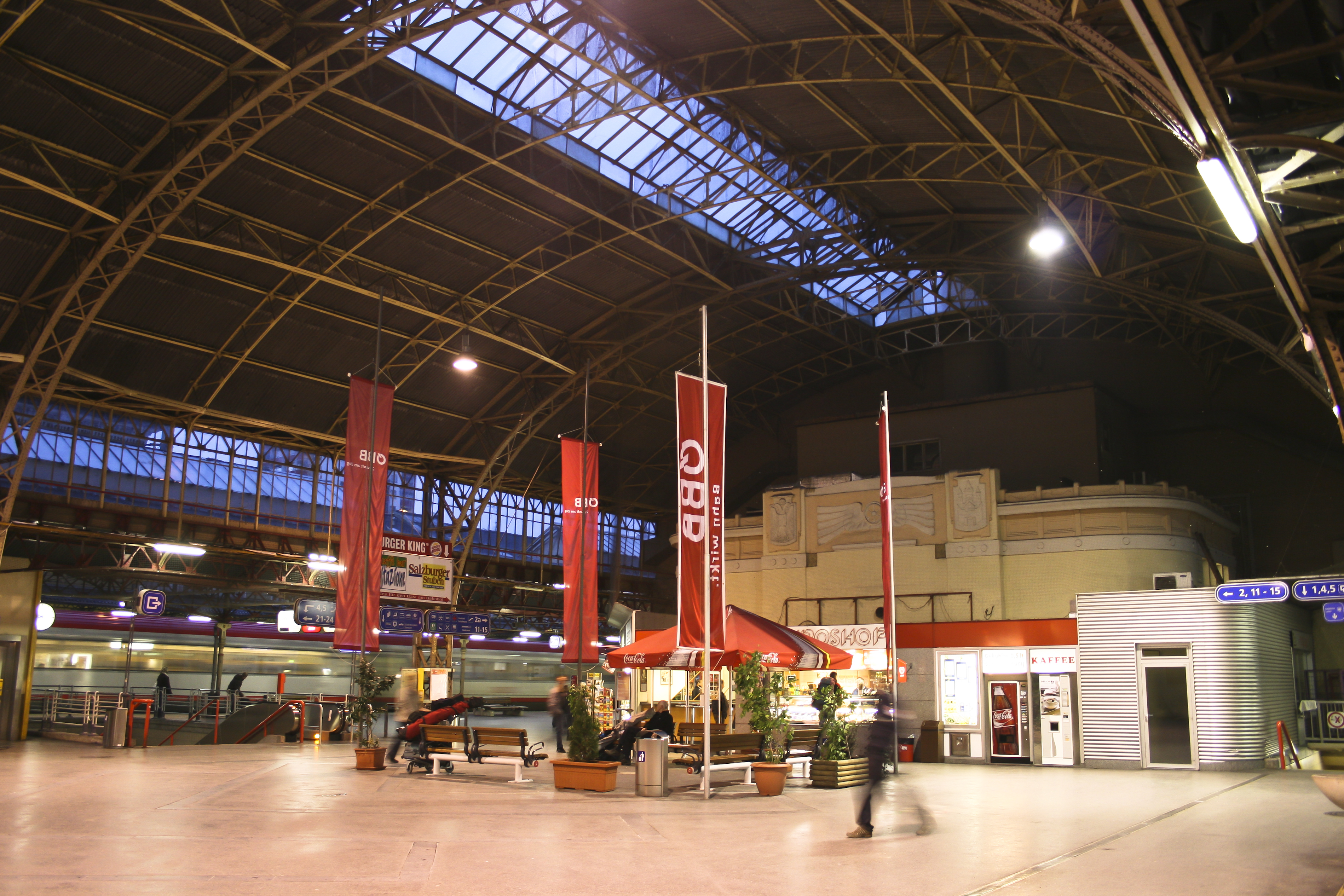
Hala odpraw przed przebudową

Po rozpoczęciu działalności budynek dworca składał się ze skrzydła środkowego i skrzydeł po obu stronach, z których każde było odsunięte do tyłu, do którego z kolei przylegało nieco wyższe skrzydło budynku. Pomieszczenia obsługi, poczekalnie i stanowiska odprawy znajdowały się w lewej części budynku. Wraz z przebudową dworca w latach 1906–1909 odnowiono i przeprojektowano również budynek dworca. Szczególnym szczęściem było odzyskanie oryginalnego projektu płytek poczekalni, które przez dziesięciolecia były ukryte za panelami ściennymi i zachowały się w idealnym stanie.
Od tego czasu budynek dworca nie został zmieniony pod względem elementów konstrukcyjnych. Dziś budynek ma dwuspadowy dach i biało-szarą farbę.
W trakcie remontu dworca zmodernizowano również budynek dworca; wówczas UNESCO, Federalny Urząd ds. Zabytków, miasto Salzburg i ÖBB zgodziły się, że fasada musi zostać zachowana w dotychczasowej formie.